# Partido de la Derecha (Luxemburgo)
El Partido de la Derecha (en luxemburgués: Rietspartei, en francés: Parti de la droite, en alemán: Rechtspartei) abreviado como PD, fue un partido político luxemburgués que duró entre 1914 y 1944. Fue el predecesor directo del Partido Popular Social Cristiano (CSV), que desde su creación, ha gobernado el país hasta la actualidad, excepto durante el período 1974-1979.

## Fundación
El conservador PD fue fundado el 16 de enero de 1914. Entre sus fundadores se encuentran Émile Reuter, Émile Prüm, Mgr. Schiltz, Albert Philippe, Pierre Dupong, Joseph Bech y Mgr. Jean Origer. La fundación del partido fue una respuesta hacia la formalización de otras alianzas ideológicas al interior de la Cámara de Diputados. El Partido Socialista Obrero se formó en 1902, mientras que la entonces gobernante Liga Liberal fue fundada en 1904. La fundación del partido también coincidió en medio del Kulturkampf. Cuándo la Ley de Educación de 1912 fue aprobada por mayoría en la Cámara de Diputados, varias figuras de la derecha se convencieron con la idea de organizar un partido político.
Se había sugerido inicialmente que el partido debía llamarse "Partido Popular Católico", pero fue posteriormente rechazado, para adoptar el nombre de "Partido de la Derecha", para acercarse también a aquellas personas de derecha que no fuesen católicas.

## Visión general
El PD se benefició tras el quiebre con la alianza socialista-liberal tras la muerte de Paul Eyschen, y pronto se convirtió en el partido dominante, fortaleciendóse con la introducción del sufragio universal en 1918. El líder del Partido de la Derecha ejercerá como Primer ministro desde el fin de la Primera Guerra Mundial hasta el inicio de la Segunda Guerra Mundial, excepto en un período de 14 meses hacia mediados de los años veinte.
Los tres Primeros ministros del Partido de la Derecha fueron Émile Reuter (1918-1925), Joseph Bech (1926-1937), y Pierre Dupong (1937-1944); los dos últimos serían tanto Primeros ministros como líderes del CSV. Es también destacable que el gabinete del Pd entre 1921 y 1925 fue el único en la historia de Luxemburgo en incluir políticos de un solo partido.
El historiador Gilbert Trausch distinguió dos corrientes dentro del partido: por un lado estaban los conservadores agrarios, quienes defendían los intereses de los agricultores y valores tradicionales, y eran ambivalentes y hostiles hacia el mundo de las industrias. Estos notables rurales fueron también hostiles hacia la adopción del sufregio universal. Mientras que por el otro lado se encontraban los innovadores, generalmente más jóvenes que el primer grupo, y quienes estaban inspirado por los ideales social cristianos, y las convicciones de que las reformas sociales eran necesarias; fue el segundo grupo que más se benefició con el sufragio universal. Émile Prüm y Philippe Bech pertenecieron a los dos grupos anteriormente mencionados, mientras Emile Reuter y Pierre Dupong representaron al último.
La relación cercana entre la Iglesia católica y el partido fue ilustrada por la presencia en el partido del sacerdote Jean Origer, director del Luxemburger Wort, y jefe de la bancada del partido en la Cámara de Diputados; y de Jean-Baptiste Esch, redactor del Luxemburger Wort.

## Resultados electorales
| Elección | Votos                 | % de Votos | Escaños | +/-         | Gobierno              |
| -------- | --------------------- | ---------- | ------- | ----------- | --------------------- |
| 1914     |                       |            | 20/52   |             | Oposición             |
| 1915     |                       |            | 25/52   | 5           | Oposición (1915-1916) |
| 1915     | Coalición (1916-1918) |            | 25/52   | 5           |                       |
| 1918     |                       |            | 23/53   | 2           | Coalición             |
| 1919     | 655.695 (#1)          | 49,72%     | 27/48   | 4           | Mayoría               |
| 1922     | 342.734 (#1)          | 50,12%     | 26/48   | 1           | Mayoría               |
| 1925     | 536.691 (#1)          | 40,27%     | 22/47   | 4           | Oposición (1925-1926) |
| 1925     | 536.691 (#1)          | 40,27%     | 22/47   | 4           | Coalición (1926-1928) |
| 1928     | 340.545 (#2)          | 39,84%     | 24/52   | 2           | Coalición             |
| 1931     | 348.652 (#1)          | 44,94%     | 26/54   | 2           | Coalición             |
| 1934     | 407.838 (#1)          | 37,00%     | 25/54   | 1           | Coalición             |
| 1937     | 408.773 (#1)          | 44,05%     | 25/55   | Sin cambios | Coalición             |